# Spankeren

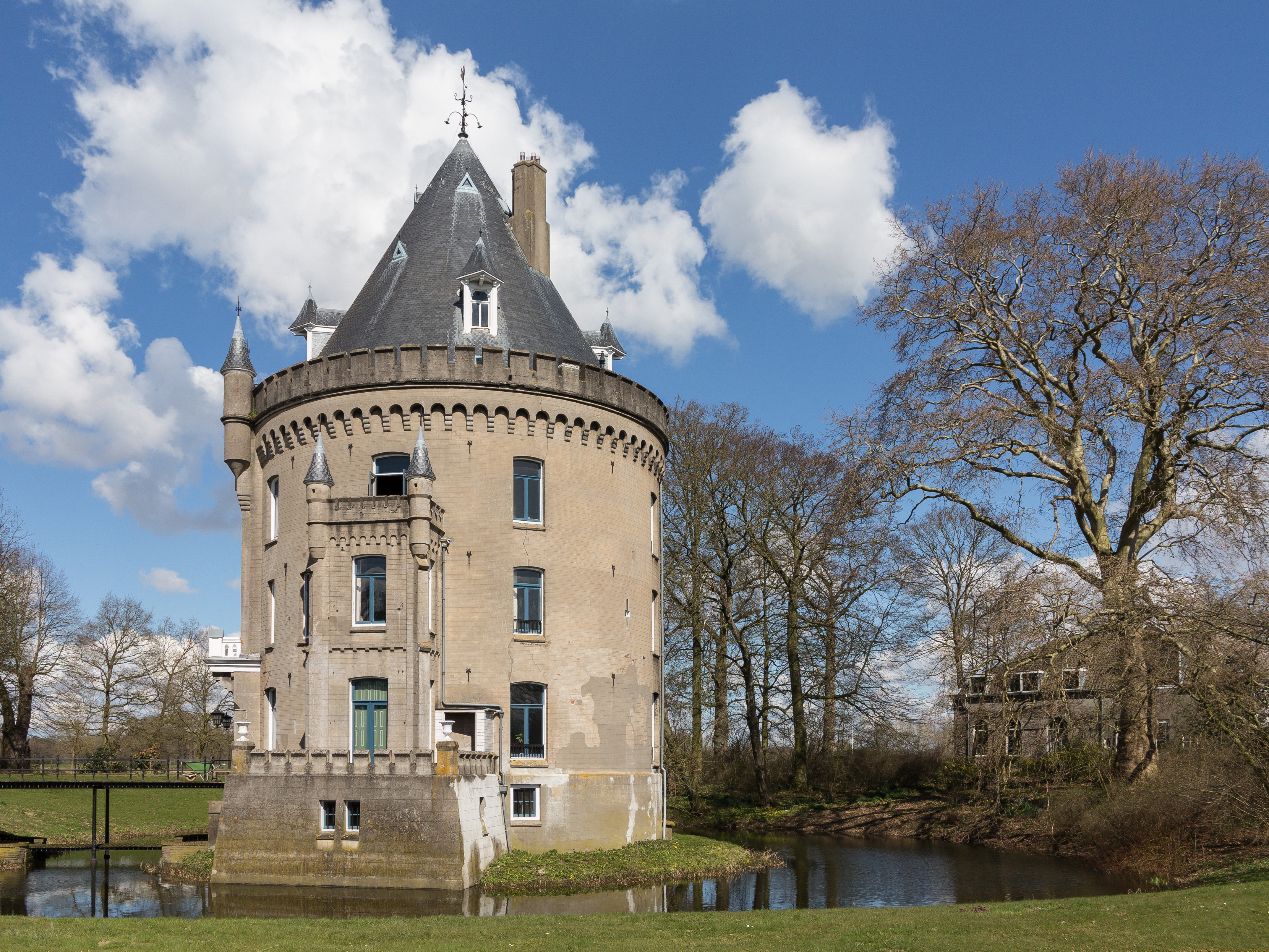
Spankeren, La Tour de Gueldre (de Gelderse Toren)

Spankeren est un village situé dans la commune néerlandaise de Rheden, dans la province de Gueldre. Le 1er janvier 2003, le village comptait 1 058 habitants.
Il compte 935 habitants (au 1er janvier 2021) et est située sur le canal d'Apeldoorn en face de la ville de Dieren. Un résident de ce village s'appelle un Spankenees. [2]
Bien que Spankeren soit un petit village, il existe deux zones industrielles où se trouvent de nombreuses entreprises. L'une de ces zones industrielles est située sur le site de l'entreprise de produits blancs(c'est-à-dire des appareils électriques blancs de taille petite ou grande destinés à la maison tels que les réfrigérateurs par exemple) Emailleerfabriek De Ysel (EDY) de 1916 à 1975.[3]
Le château La Tour de Gueldre est situé à Spankeren.
Le clocher de l'église Saint-Pierre (nl) date du XIIe siècle et est donc l'une des plus anciennes tours d'église de la Veluwe (Vale Ouwe). Une pierre commémorative a été placée dans le mur latéral de l'église sur laquelle le texte "1803 A été posé par Alexander Rhemen" (qui possédait autrefois aussi La Tour de Gueldre). Ce bâtiment est inscrit en tant que rijkmonument depuis 1970.